# Ebrahim Hemmatnia

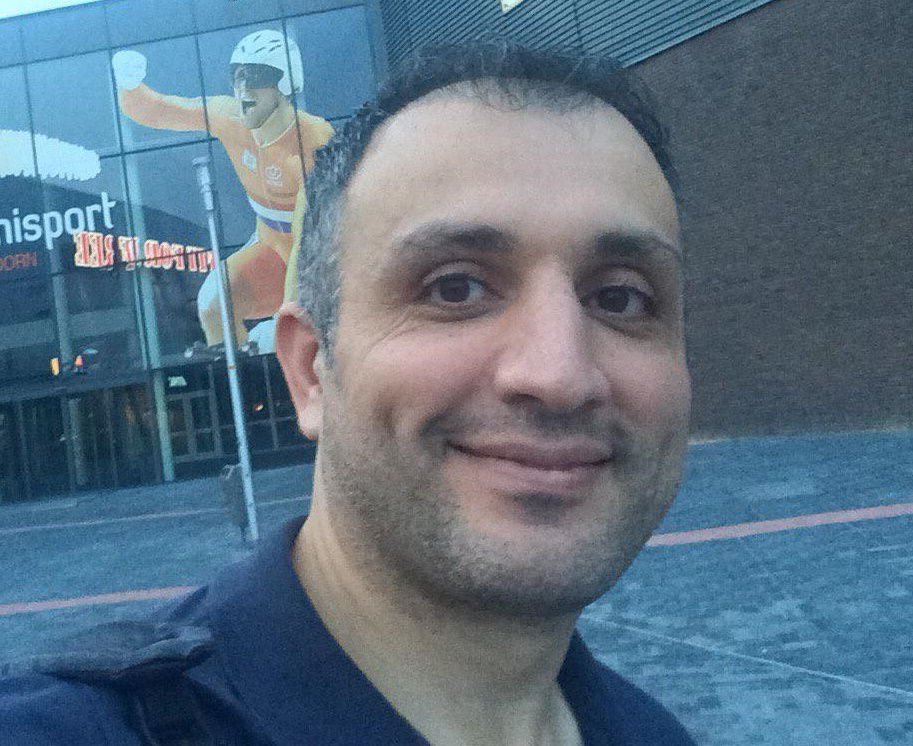
Ebrahim Hemmatnia

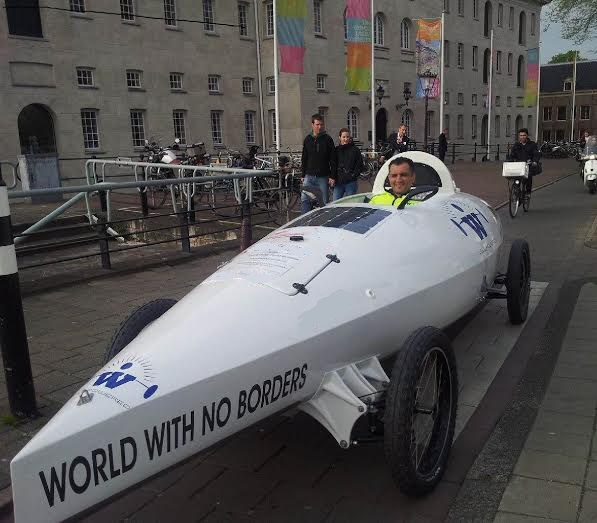
Ebrahim Hemmatnia in seinem Amphibienfahrrad

Ebrahim Hemmatnia (* 25. Juni 1976) ist ein iranisch-niederländischer Abenteurer und Gründer der World With No Borders Foundation, die Menschenrechtsorganisationen auf der ganzen Welt unterstützt. Hemmatnia ist der erste Mensch, der über einen Ozean geradelt ist. Er ist in 68 Tagen in einem Amphibienfahrrad über den Atlantischen Ozean „geradelt“. Das auch als „boatbike“ bekannte Gefährt wird mit Muskelkraft angetrieben und kann sowohl an Land als auch auf dem Wasser eingesetzt werden. Er besuchte auf seiner Fahrt mehrere große Städte, darunter Dakar, Natal, João Pessoa, Recife, Aracaju, Salvador, Vitória, Rio de Janeiro and Sao Paulo.